# Solginskij
Solginskij (in lingua russa Солгинский) è una città situata in Russia, nell'Oblast' di Arcangelo, nel Vel'skij rajon.